# 河野一郎邸焼き討ち事件
河野一郎邸焼き討ち事件（こうのいちろうていやきうちじけん）は、1963年に発生した事件。

## 概要
1963年（昭和38年）7月15日の朝、大物右翼であった野村秋介は松野卓夫とともに、神奈川県平塚市にあった、自民党の政治家・河野一郎（当時は建設大臣）の私邸に侵入した。河野は名神高速道路の開通式に出席するため関西へ出張中で不在だったが、野村が河野の秘書の紫藤研一らに対し拳銃を突きつけて脅迫。家人全員を家の外に逃がした後で、松野が応接間の中にガソリンをまき、野村が点火。新築したばかりの河野邸の木造平屋建て（一部二階建て）251平米の建物は全焼した。
野村は、逮捕後の警察の取調べに対して、犯行の動機を「かねてから河野大臣が自民党内の派閥抗争を激化さしておる。その反省を求めるためにやった。行動については、自分が一人で計画して行なった」と供述した。警察は背後関係を疑ったが、はっきりと刑事責任を追及し得るという事実は発見できなかった。
この事件で、野村は同年8月8日に起訴され、懲役12年の実刑判決を受けた。千葉刑務所に収監され、仮釈放なく刑期満了まで獄中で過ごした。

## 書籍
- 『野村秋介獄中日記〈千葉編〉 』